# Castello Libermé
Il castello Libermé è un castello situato nella località belga di Kettenis, nel comune di Eupen che si trova nella parte germanofona della Vallonia.

## Storia
La più antica citazione dell'edificio, all'epoca feudo della collegiata di Maria ad Aquisgrana, risale al 1334. Nel 1346 l'edificio era di proprietà di Arnold von Libermé, dal nome della famiglia, che vi risiedette fino alla metà del XV secolo, risale il nome del castello. Nei secoli successivi si susseguirono diversi proprietari tra i quali la famiglia del sindaco di Aquisgrana Johann Bertolf von Belven, che riuscì ad acquistare anche il vicino castello Waldenburghaus. 

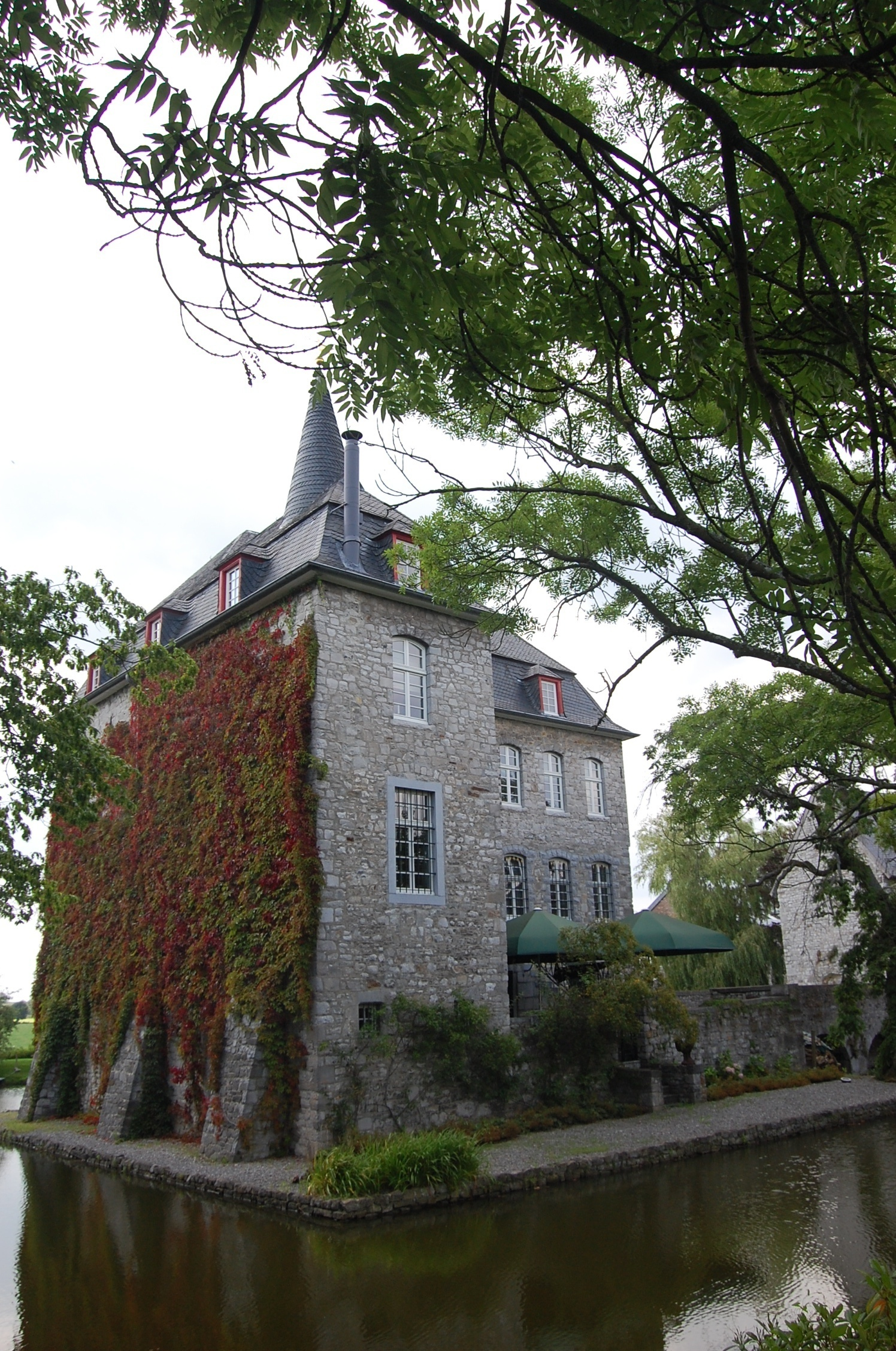
Vista sul castello

Al 1534 risale la costruzione di una fortificazione esterna e della fattoria, fatte edificare da Hermann von Batenburg che viene citato come proprietario nel 1531 e la cui famiglia rimase proprietaria fino al 1589. Nel 1684 le truppe francesi diedero fuoco all'edificio principale, venne ricostruito dalla successiva proprietà, la famiglia de Halley. Nel 1750 il castello venne nuovamente distrutto da un incendio, questa volta venne ricostruito dai fratelli Maximilian Thomas de Royer (1706–1790) e Jacobus Alexander Joseph de Royer (1714–1783) che contestualmente fecero sostituire l'antico ponte levatoio rimpiazzandolo con un ponte in pietra.
Il castello rimase di proprietà della famiglia de Royer fino al 1811, quando venne acquistato da Piere André Guillaume Joseph Poswick (1769–1851), sindaco di Kettenis e già proprietario del Castello Weims, nel 1823 la proprietà passò al suo successore, Wilhelm Heinrich Franz The Losen (1782–1832) che nel 1880 la lasciò in eredità alla figlia maritata con il magistrato Franz-Audomar Broich.
Intorno alla fine degli anni '10, dopo il passaggio di proprietà ad Anna Maria Theresia Suermondt (1864–1934 nata Englerth) venne effettuata una ristrutturazione completa dell'edificio
In seguito alla morte improvvisa del figlio, lo storico dell'arte Edwin Karl Friedrich Suermondt (1883–1923), la proprietà passò e rimase ai nipoti, Mechtild e Egbert Suermondt di Düsseldorf fino al 1944.
Negli anni '60  venne effettuato un nuovo risanamento del castello, nell'edificio principale venne aperto un ristorante, una nuova ristrutturazione ebbe luogo nel periodo 1995/1996. Da quel momento il complesso è sede di un'azienda di consulenza fiscale, di un istituto di diritto internazionale e ospita frequentemente concerti di musica da camera.
Le facciate e il tetto del castello sono sotto tutela dei beni culturali dal 1958, nel 1985 venne messa sotto tutela anche la torre.